# 広瀬寿助
広瀬 寿助（ひろせ じゅすけ、1875年（明治8年）6月10日 – 没年不詳）は、大日本帝国陸軍軍人。最終階級は陸軍中将。満洲電信電話株式会社総裁。

## 経歴
広島県出身。陸軍士官学校を卒業。1900年（明治33年）に陸軍少尉に任官し、1929年（昭和4年）に陸軍中将に昇進した。その間、陸軍大学校を卒業し、参謀本部部員、陸軍兵器廠附、陸軍歩兵学校附、歩兵第1旅団長、参謀本部第三部長、陸軍運輸部長などを歴任した。1931年（昭和6年）、第10師団長となり、満州事変に出動した。1934年（昭和9年）、予備役に編入。
1937年（昭和12年）より満洲電信電話株式会社総裁を務めた。戦後、公職追放となった。

## 栄典
位階
- 1924年（大正13年）11月15日 - 正五位[4]
- 1929年（昭和4年）9月2日 - 従四位[5]
- 1931年（昭和6年）9月15日 - 正四位[6]

勲章
- 1933年（昭和8年）5月10日 - 勲一等瑞宝章[7]